# Кубок Европы по чекерсу
Кубок Европы по чекерсу — соревнование по чекерсу (английским шашкам).
Проводится в виде серии этапов — открытых национальных чемпионатов под эгидой Европейской конфедерации чекерса (ЕСС). Первым победителем стал международный мастер из Шотландии Дональд Олифант. С 2015 года некоторые этапы Кубка Европы входят в Кубок мира с добавлением открытых национальных чемпионатов не европейских стран.

## Регламент
6 лучших участников каждого этапа получают очки согласно занятому месту.
| Место | 1  | 2  | 3  | 4  | 5  | 6  |
| ----- | -- | -- | -- | -- | -- | -- |
| Очки  | 22 | 18 | 15 | 13 | 12 | 11 |

В зачёт Кубка Европы идут только три лучших результата, показанных на всех этапах. Спортсмен, набравший лучшую сумму очков, провозглашается победителем Кубка Европы по чекерсу.

## Призёры
| Год  | Победитель       | 2-е место        | 3-е место       |
| 2013 | Дональд Олифант  | Шэйн Маккоскер   | Колин Янг       |
| 2014 | Шэйн Маккоскер   | Игорь Мартынов   | Рон Кинг        |
| 2015 | Серджо Скарпетта | Дональд Олифант  | Колин Янг       |
| 2016 | Шэйн Маккоскер   | Дональд Олифант  | Фрэнк Моран     |
| 2017 | Шэйн Маккоскер   | Игорь Мартынов   | Дональд Олифант |
| 2018 | Колин Янг        | Серджо Скарпетта | Шэйн Маккоскер  |